# Halice malygini
Halice malygini är en kräftdjursart som först beskrevs av Gurjanova 1936.  Halice malygini ingår i släktet Halice och familjen Pardaliscidae. Inga underarter finns listade i Catalogue of Life.